# Бернардо Пруденсіо Берро
Бернардо Пруденсіо Берро Ларраньяга (ісп. Bernardo Prudencio Berro Larrañaga; 28 квітня 1803 — 19 лютого 1868) — уругвайський письменник і політик, президент країни.

## Біографія
Народився 1803 року в Монтевідео (віцекоролівство Ріо-де-ла-Плата). Його батько, Педро Франсіско Берро Етчебарне, 1808 року ввійшов до складу хунти Монтевідео, а коли 1828 було прийнято рішення про створення незалежної держави Уругвай — наступного року став членом Генеральної конституційної та законодавчої асамблеї, що розробила для нової країни Конституцію 1830 року.
У 1837—1838 роках Бернардо представляв у Палаті представників департамент Мальдонадо. Під час громадянської війни, після того як Мануель Орібе взяв в облогу Монтевідео, від 1845 року став міністром у його «уряді в Серріто»; був членом Верховного суду й однією з головних постатей в адміністрації.
Наприкінці 1851 року було підписано угоду про завершення громадянської війни за принципом «ані переможців, ані переможених». Влада в країні була передана «уряду оборони» з Монтевідео, який очолював голова Сенату Хоакін Суарес. Країна повернулася до конституційного порядку, і навесні 1852 року мали відбутися вибори президента, однак Хоакін Суарес трохи не дотягнув до того моменту та 15 лютого 1852 року був змушений через погане здоров'я подати у відставку, передавши свої повноваження Бернардо Берро. На президентських виборах переміг Хуан Франсіско Хіро, який вступив на посаду 1 березня 1852 року.
Оскільки Хіро був близьким приятелем Берро, то останній знову став міністром уряду, що відповідав за зовнішні відносини, однак 25 вересня 1853 року уряд було повалено в результаті військового перевороту, здійсненого Венансіо Флоресом.
1860 року Берро обрали президентом країни, і він пробув на тій посаді повний термін аж до 1864 року. Він став, напевно, першим президентом Уругваю, який намагався підвищити адміністративну ефективність апарату управління, але його заходи недружньо сприйняла опозиція. У приватному житті він, попри походження, поводився дуже просто. Він жив у Манга (приблизно за 15 км від центру Монтевідео) й особисто обробляв землю, шокуючи аристократію.
Початок миру в країні та реформа сільського господарства, що дала їй новий експортний товар — високоякісну вовну, спричинили різке зростання зовнішньої торгівлі за часів президентства Берро, що сильно поліпшило економічну ситуацію. Цьому також сприяла громадянська війна в США, що спричинила збій постачання до Європи американської вовни та звільнила європейські ринки для уругвайської.
Національна партія, до якої належав Берро, не брала участі в президентських виборах наприкінці 1867 року. 15 лютого 1868 Венансіо Флорес втягнув країну до Парагвайської війни та передав президентські повноваження голові Сенату Педро Варелі, а 19 лютого члени Національної партії підбурили протиурядове повстання. 25 осіб під командуванням Берро, вигукуючи «Геть Бразилію!» та «Хай живуть незалежні Уругвай і Парагвай!!» атакували Будинок уряду; Варела та повірений у справах Бразилії тікали через чорний хід.
Берро оголосив про перемогу революції та створення нового уряду, коли йому повідомили про те, що наближається «батальйон конституціоналістів». Тоді вже Берро з товаришами були змушені тікати через чорний хід. Вони вирушили на узбережжя, де на випадок невдачі їх мав чекати човен, але щось пішло не так, і човна вони не знайшли. Колишній президент Флорес і його товариші, озброївшись, вирушили до місця подій, але потрапили в пастку та були вбиті.
Берро заарештували, а потім убили у в'язниці. Його тіло було обезголовлено, після чого його протягнули вулицями Монтевідео.